# Арзуманян, Ашот Мартиросович
Ашо́т Мартиро́сович Арзуманя́н (арм: Աշոտ Մարտիրոսի Արզումանյան; 1913—1995) — советский писатель и журналист, кандидат филологических наук, заслуженный деятель культуры АрмССР.

## Биография
А. Арзуманян родился в г. Шуша. В 1936 г. окончил Ереванский политехнический институт. С 1927 г. стал заниматься журналистикой.
С 1958 г. — член Союза писателей СССР. В том же году защитил диссертацию на тему «армяно-русские литературные связи», получив учёную степень кандидата филологических наук.
С 1950 по 1975 гг. — главный научный сотрудник института истории АН АССР.
С 1978 по 1982 гг. — главный научный сотрудник института литературы имени М. Абегяна.
Герои и темы книг А. Арзуманяна — видные деятели армянской культуры и науки прошлого и настоящего, их связь с наукой и культурой России (СССР).